# Listă de aeroporturi după codul ICAO: H
Mai jos este lista de aeroporturi al căror cod ICAO începe cu litera H.
Această listă este generată cu date din Wikidata și este actualizată periodic de un robot.
 Editările făcute în listă vor fi șterse la următoarea actualizare!
| Imagine | Cod ICAO | Articol                                     |
| ------- | -------- | ------------------------------------------- |
|         | HKMS     | Aeroportul Mara Serena                      |
|         | HSWW     | Aeroportul Wau                              |
|         | HE24     | Aeroportul Siwa Oasis North                 |
|         | HSMR     | Aeroportul Merowe                           |
|         | HSMK     | Aeroportul Rumbek                           |
|         | HAML     | Aeroportul Masslo                           |
|         | HSAT     | Aeroportul Atbara                           |
|         | HRYR     | Aeroportul Internațional Kigali             |
|         | HSDN     | Aeroportul Dongola                          |
|         | HSFS     | Aeroportul El Fasher                        |
|         | HSGF     | Aeroportul Gedaref                          |
|         | HSGG     | Aeroportul Galegu                           |
|         | HSGN     | Aeroportul Geneina                          |
|         | HSKG     | Aeroportul Khashm El Girba                  |
|         | HSPN     | Aeroportul Internațional Port Sudan New     |
|         | HSSJ     | Aeroportul Internațional Juba               |
|         | HSSM     | Aeroportul Malakal                          |
|         | HSSW     | Aeroportul Wadi Halfa                       |
|         | HTNJ     | Aeroportul Njombe                           |
|         | HEMA     | Aeroportul Internațional Marsa Alam         |
|         | HASD     | Aeroportul Soddo                            |
|         | HAMN     | Aeroportul Mendi, Ethiopia                  |
|         | HAHU     | Aeroportul Humera                           |
|         | HKUK     | Aeroportul Ukunda                           |
|         | HCMS     | Aeroportul Scusciuban                       |
|         | HBBE     | Aeroportul Gitega                           |
|         | HETB     | Aeroportul Internațional Taba               |
|         | HTMS     | Aeroportul Moshi                            |
|         | HHMS     | Aeroportul Internațional Massawa            |
|         | HCMK     | Aeroportul Kismayo                          |
|         | HUKC     | Aeroportul Kampala                          |
|         | HUMI     | Aeroportul Masindi                          |
|         | HEBA     | Aeroportul Borg El Arab                     |
|         | HKNW     | Aeroportul Wilson                           |
|         | HSSS     | Aeroportul Internațional Khartoum           |
|         | HDTJ     | Aeroportul Tadjoura                         |
|         | HSDB     | Aeroportul El Debba                         |
|         | HSDZ     | Aeroportul Damazin                          |
|         | HSWD     | Aeroportul Wad Medani                       |
|         | HSNN     | Aeroportul Nyala                            |
|         | HDAM     | Aeroportul Internațional Djibouti-Ambouli   |
|         | HTMD     | Aeroportul Mwadui                           |
|         | HEMM     | Aeroportul Internațional Marsa Matruh       |
|         | HKMO     | Aeroportul Internațional Moi                |
|         | HUPA     | Aeroportul Pakuba                           |
|         | HKHO     | Aeroportul Hola                             |
|         | HSNH     | Aeroportul En Nahud                         |
|         | HTGE     | Aeroportul Geita                            |
|         | HCMG     | Aeroportul Gardo                            |
|         | HCMR     | Aeroportul Internațional Abdullahi Yusuf    |
|         | HAHM     | Aeroportul Harar Meda                       |
|         | HAMJ     | Aeroportul Tum                              |
|         | HHSB     | Aeroportul Internațional Assab              |
|         | HKNI     | Aeroportul Nyeri                            |
|         | HLLB     | Aeroportul Internațional Benina             |
|         | HTTB     | Aeroportul Tabora                           |
|         | HANK     | Aeroportul Nekemte                          |
|         | HCMM     | Aeroportul Internațional Aden Adde          |
|         | HEAT     | Aeroportul Assiut                           |
|         | HANG     | Aeroportul Neghelle                         |
|         | HASM     | Aeroportul Semera                           |
|         | HDOB     | Aeroportul Obock                            |
|         | HTLM     | Aeroportul Lake Manyara                     |
|         | HKMK     | Aeroportul Mulika Lodge                     |
|         | HKEL     | Aeroportul Internațional Eldoret            |
|         | HCMB     | Aeroportul Baidoa                           |
|         | HCMN     | Aeroportul Belet Uen                        |
|         | HUKS     | Aeroportul Kasese                           |
|         | HUMA     | Aeroportul Mbarara                          |
|         | HSOB     | Aeroportul El Obeid                         |
|         | HLZW     | Aeroportul Zuwarah                          |
|         | HELX     | Aeroportul Internațional Luxor              |
|         | HEAL     | Aeroportul Internațional El Alamein         |
|         | HCMF     | Aeroportul Internațional Bender Qassim      |
|         | HTKJ     | Aeroportul Internațional Kilimanjaro        |
|         | HECA     | Aeroportul Internațional Cairo              |
|         | HKBM     | Aeroportul Bamburi                          |
|         | HTDO     | Aeroportul Dodoma                           |
|         | HTPE     | Aeroportul Pemba                            |
|         | HTZA     | Aeroportul Internațional Abeid Amani Karume |
|         | HCMA     | Aeroportul Alula                            |
|         | HCMC     | Aeroportul Candala                          |
|         | HCMW     | Aeroportul Internațional Garowe             |
|         | HHAS     | Aeroportul Internațional Asmara             |
|         | HKLK     | Aeroportul Lokichogio                       |
|         | HKKL     | Aeroportul Kilaguni                         |
|         | HTDA     | Aeroportul Internațional Julius Nyerere     |
|         | HEKG     | Aeroportul El Kharga                        |
|         | HESH     | Aeroportul Internațional Sharm el-Sheikh    |
|         | HTAR     | Aeroportul Arusha                           |
|         | HAJJ     | Aeroportul Jijiga                           |
|         | HCME     | Aeroportul Eyl                              |
|         | HCMO     | Aeroportul Obbia                            |
|         | HDMO     | Aeroportul Moucha                           |
|         | HETR     | Aeroportul El Tor                           |
|         | HKKI     | Aeroportul Internațional Kisumu             |
|         | HLON     | Aeroportul Hun                              |
|         | HSLI     | Aeroportul Kadugli                          |
|         | HEPS     | Aeroportul Port Said                        |
|         | HTMT     | Aeroportul Mtwara                           |
|         | HTMP     | Aeroportul Mpanda                           |
|         | HTMB     | Aeroportul Mbeya                            |
|         | HTMW     | Aeroportul Mwanza                           |
|         | HCMH     | Aeroportul Internațional Hargeisa           |
|         | HCMJ     | Aeroportul Lugh Ganane                      |
|         | HAGR     | Aeroportul Gore                             |
|         | HALL     | Aeroportul Lalibela                         |
|         | HADD     | Aeroportul Dembidolo                        |
|         | HABE     | Aeroportul Beica                            |
|         | HAAX     | Aeroportul Axum                             |
|         | HLZN     | Aeroportul Alzintan                         |
|         | HEDK     | Aeroportul Dakhla Oasis                     |
|         | HEGR     | Aeroportul El Gora                          |
|         | HAFN     | Aeroportul Fincha                           |
|         | HASK     | Aeroportul Shakiso                          |
|         | HASO     | Aeroportul Asosa                            |
|         | HCMI     | Aeroportul Berbera                          |
|         | HCMV     | Aeroportul Burao                            |
|         | HAKD     | Aeroportul Kabri Dar                        |
|         | HASR     | Aeroportul Shire                            |
|         | HKKT     | Aeroportul Kitale                           |
|         | HKWJ     | Aeroportul Wajir                            |
|         | HCMU     | Aeroportul Erigavo                          |
|         | HEBR     | Aeroportul Internațional Berenice           |
|         | HATP     | Aeroportul Tippi                            |
|         | HESC     | Aeroportul Internațional St. Catherine      |
|         | HKNK     | Aeroportul Nakuru                           |
|         | HLKF     | Aeroportul Kufra                            |
|         | HKJK     | Aeroportul Internațional Jomo Kenyatta      |
|         | HAMA     | Aeroportul Mekane Selam                     |
|         | HUJI     | Aeroportul Jinja                            |
|         | HABC     | Aeroportul Baco                             |
|         | HADM     | Aeroportul Debre Marqos                     |
|         | HADT     | Aeroportul Debre Tabor                      |
|         | HAGM     | Aeroportul Gambela                          |
|         | HKAM     | Aeroportul Amboseli                         |
|         | HLMS     | Aeroportul Misrata                          |
|         | HKNY     | Aeroportul Nanyuki                          |
|         | HAJM     | Aeroportul Aba Segud                        |
|         | HEMK     | Aeroportul Internațional Sohag              |
|         | HAMR     | Aeroportul Mui                              |
|         | HTBU     | Aeroportul Bukoba                           |
|         | HEAR     | Aeroportul Internațional El Arish           |
|         | HALA     | Aeroportul Awasa                            |
|         | HSFA     | Aeroportul Paloich                          |
|         | HESN     | Aeroportul Internațional Aswan              |
|         | HAKL     | Aeroportul Kelafo East                      |
|         | HKLU     | Aeroportul Manda                            |
|         | HBBO     | Aeroportul Kirundo                          |
|         | HUAR     | Aeroportul Arua                             |
|         | HADR     | Aeroportul Aba Tenna Dejazmach Yilma        |
|         | HLUB     | Aeroportul Ubari                            |
|         | HAGO     | Aeroportul Gode                             |
|         | HRYG     | Aeroportul Gisenyi                          |
|         | HAGH     | Aeroportul Ghinnir                          |
|         | HUTO     | Aeroportul Tororo                           |
|         | HAAM     | Aeroportul Arba Minch                       |
|         | HLGT     | Aeroportul Ghat                             |
|         | HLTD     | Aeroportul Ghadames                         |
|         | HLTQ     | Aeroportul Tobruk                           |
|         | HKES     | Aeroportul Eliye Springs                    |
|         | HKSB     | Aeroportul Samburu                          |
|         | HKML     | Aeroportul Malindi                          |
|         | HABD     | Aeroportul Bahir Dar                        |
|         | HTSY     | Aeroportul Shinyanga                        |
|         | HTKA     | Aeroportul Kigoma                           |
|         | HDAS     | Aeroportul Ali-Sabieh                       |
|         | HAMK     | Aeroportul Alula Aba Nega                   |
|         | HLLS     | Aeroportul Sabha                            |
|         | HTLI     | Aeroportul Lindi                            |
|         | HLLQ     | Aeroportul Internațional Al Abraq           |
|         | HAAB     | Aeroportul Internațional Addis Ababa Bole   |
|         | HEBL     | Aeroportul Abu Simbel                       |
|         | HUEN     | Aeroportul Internațional Entebbe            |
|         | HADC     | Aeroportul Combolcha                        |
|         | HUKF     | Aeroportul Kabalega Falls                   |
|         | HKKE     | Aeroportul Keekorok                         |
|         | HKKR     | Aeroportul Kericho                          |
|         | HTKI     | Aeroportul Kilwa Masoko                     |
|         | HUSO     | Aeroportul Soroti                           |
|         | HAMT     | Aeroportul Mizan Teferi                     |
|         | HCMD     | Aeroportul Bardera                          |
|         | HTTG     | Aeroportul Tanga                            |
|         | HRYI     | Aeroportul Butare                           |
|         | HEGN     | Aeroportul Internațional Hurghada           |
|         | HKMY     | Aeroportul Moyale                           |
|         | HECP     | Aeroportul Capital                          |
|         | HESX     | Aeroportul Internațional Sphinx             |
|         | HAGN     | Aeroportul Gondar                           |
|         | HTIR     | Aeroportul Iringa                           |
|         | HLMB     | Aeroportul Marsa Brega                      |
|         | HKMB     | Aeroportul Marsabit                         |
|         | HAWC     | Aeroportul Wacca                            |
|         | HUGU     | Aeroportul Gulu                             |
|         | HASL     | Aeroportul Shilavo                          |
|         | HKGA     | Aeroportul Garissa                          |
|         | HKLO     | Aeroportul Lodwar                           |
|         | HKLY     | Aeroportul Loiyangalani                     |
|         | HTMA     | Aeroportul Mafia                            |
|         | HSZA     | Aeroportul Zalingei                         |
|         | HRZA     | Aeroportul Kamembe                          |
|         | HLLT     | Aeroportul Internațional Tripoli            |
|         | HLLM     | Aeroportul Internațional Mitiga             |
|         | HKMA     | Aeroportul Mandera                          |
|         | HBBA     | Aeroportul Internațional Bujumbura          |
|         | HTMU     | Aeroportul Musoma                           |
|         | HTNA     | Aeroportul Nachingwea                       |
|         | HSNW     | Aeroportul New Halfa                        |
|         | HTMI     | Aeroportul Masasi                           |
|         | HTSO     | Aeroportul Songea                           |
|         | HTSU     | Aeroportul Sumbawanga                       |
|         | HKFG     | Aeroportul Kalokol                          |
|         | HI01     | Aeroportul Princeville                      |
|         | HSKI     | Aeroportul Rabak                            |
|         | HAGB     | Aeroportul Robe                             |
|         | HRYU     | Aeroportul Ruhengeri                        |
|         | HSKA     | Aeroportul Kassala                          |
|         | HEOW     | Aeroportul Sharq Al-Owainat                 |